# 托木斯克国立大学
托木斯克国立大学（俄语：Национа́льный иссле́довательский То́мский госуда́рственный университе́т），简称托大、托国立，是一所位于俄罗斯联邦托木斯克州托木斯克的研究性大学。

## 历史
早在1803年，就有人提议在西伯利亚创建大学。然而，这一设想直到75年后才得以实现。1878年5月28日，沙皇亚历山大二世批准在托木斯克兴建西伯利亚帝国大学。西伯利亚帝国大学是当时俄罗斯帝国的第九所国立大学、西伯利亚的第一所大学。当时西伯利亚的多座城市都在争取将大学设在市内，最终托木斯克胜出。1888年9月1日，托木斯克帝国大学开学。当时学校只有医学系一个系，学生72名，教授8名，助理、实验室技术人员7名。建校初期，托大就建成了图书馆大楼、会议厅、博物馆、植物园和标本室。1898年，学校开设了第二个系，即法律系。1917年，托木斯克帝国大学增设数学物理系和历史文学系两个系。
1928年，托大成立西伯利亚物理技术研究所，这是西伯利亚首个物理学研究中心。1967年，因科研和教学成绩优秀，托大被授予勞動紅旗勳章。1968年，托大开办应用数学和力学研究所、生物学和生物物理学研究所。1980年，学校获得十月革命勳章。

## 学术
托木斯克国立大学设6个学院、14个系，有学生近1.6万人。学校的教师中，有约500位博士、约1000位副博士，俄羅斯科學院、俄羅斯醫學科學院、俄羅斯火箭與火砲科學院、俄羅斯農業科學院院士（会士）13位，俄羅斯科學院、俄羅斯教育學院、俄羅斯醫學科學院通讯会士16位。托木斯克国立大学的物理、数学、化学、力学、控制学、地质科学、生物学等学科教学实力突出。
托木斯克国立大学校友包括一百余位俄羅斯科學院院士、超过250位俄罗斯国家奖得主。伊万·彼得罗维奇·巴甫洛夫、尼古拉·尼古拉耶维奇·谢苗诺夫两位诺贝尔奖得主都曾是托大教师。
2019年QS世界大学排名将托木斯克国立大学排在金砖国家榜第19位，新兴欧洲与中亚地区第13位，全球第277位。

## 校园

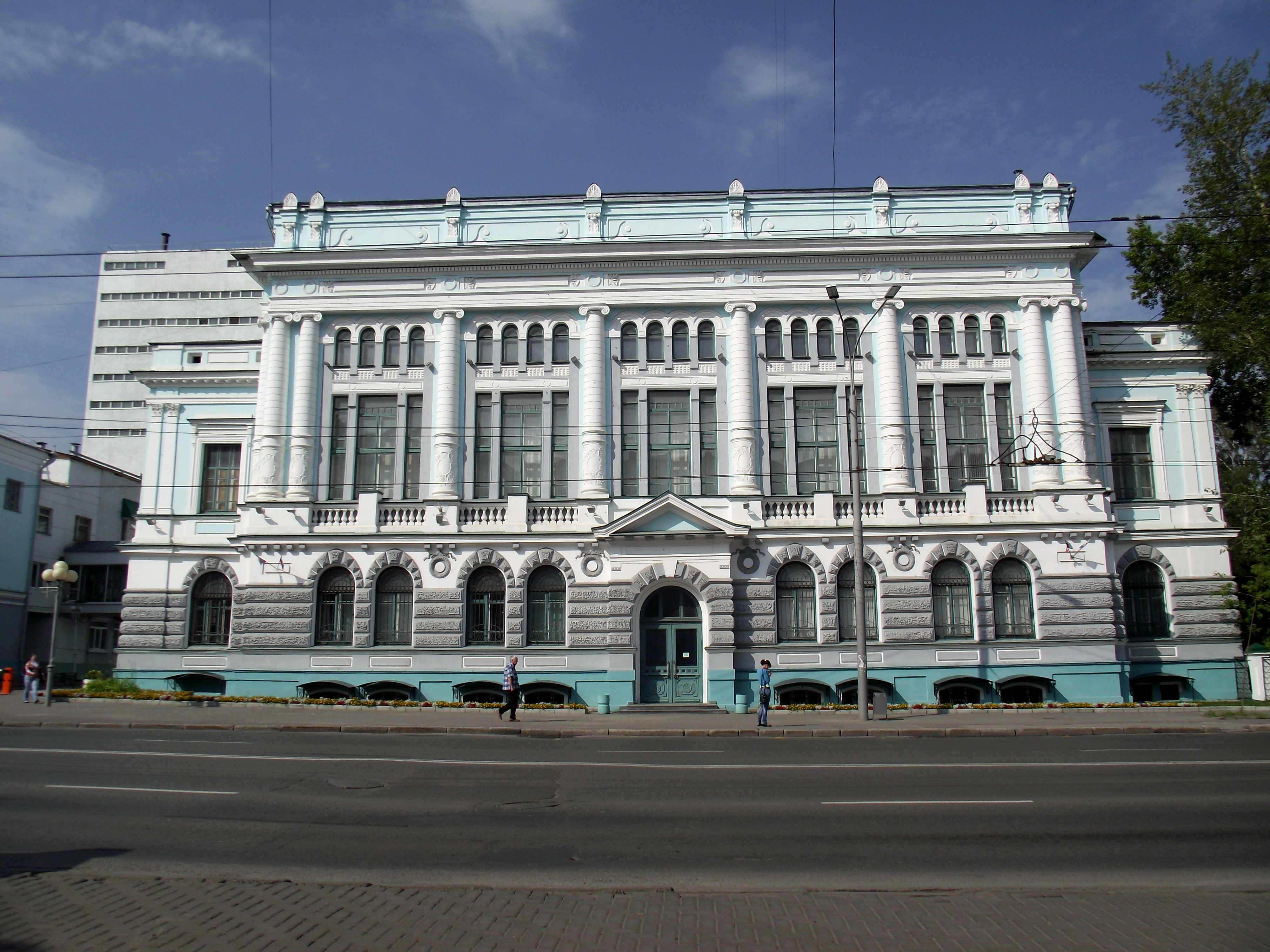
托木斯克国立大学科学图书馆

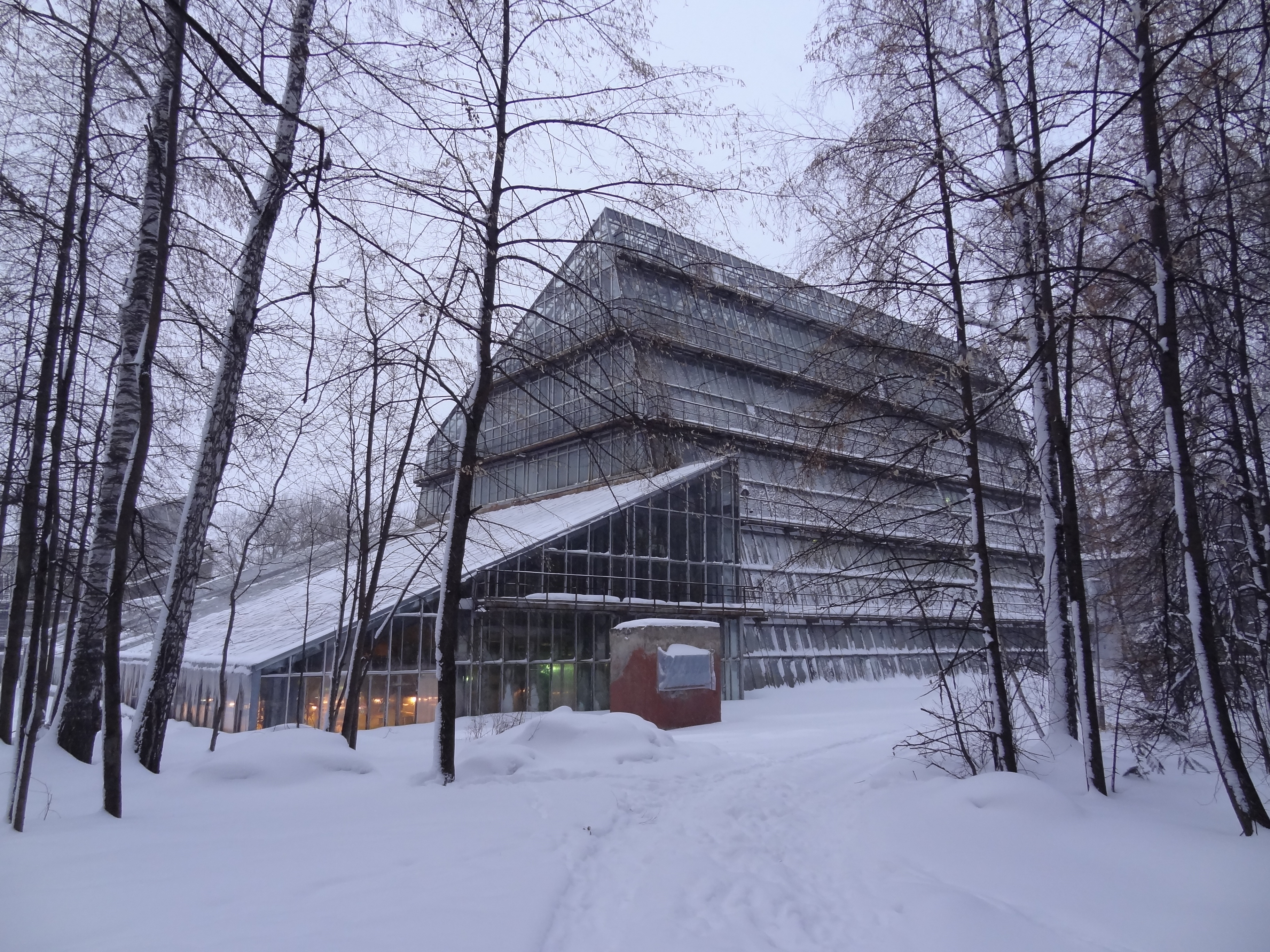
托木斯克国立大学植物园温室

托木斯克国立大学没有校墙，校园与城市连为一体。主楼是托大的标志性建筑，建成于1880年。主楼二层设有教授走廊，悬挂已故托大知名教授的画像。主楼的礼堂原为教堂，学校常在此举办重要活动，毕业典礼也在此举行。托大科学图书馆藏书约400万册，在西伯利亚各大学图书馆中排名第一。学校的植物园始建于1880年，是西伯利亚的第一个植物园。植物园占地面积128公顷，园中植物有六千余种，设有面积6,500平方米的温室。学校设有九座博物馆，包括瓦西里·弗洛林斯基西伯利亚考古学民族学博物馆、动物博物馆、波尔菲里·克雷洛夫植物标本馆、霍赫洛夫古生物学博物馆、巴热诺夫矿物学博物馆、物理学史博物馆、珍贵书籍文献馆等。校内的大学树林既是休闲场所，也是举办活动、开设讲座、研究植物学的地方。文化中心可承办音乐会、舞蹈、戏剧演出，音乐厅设有800个座位，是托木斯克最大的音乐厅之一。学校中还有健身房、露天运动场、游泳池等体育设施。